# Addio al padrone
Addio al padrone (Farewell to the Master) è un racconto lungo di fantascienza scritto da Harry Bates. Venne pubblicato per la prima volta nell'ottobre del 1940 sulla rivista Astounding Science Fiction. È stato incluso anche nell'antologia Le grandi storie della fantascienza 2 (Isaac Asimov presents the great science fiction stories 2 (1940)), a cura di Isaac Asimov.

## Trama
La storia è raccontata dal punto di vista di Cliff Sutherland, un fotografo free-lance, il quale è presente quando una misteriosa navicella dalla forma ovale appare in un istante sul suolo davanti al Campidoglio a Washington, negli Stati Uniti. Due giorni dopo, un "visitatore dall'ignoto" emerge dalla navicella: un personaggio dall'aspetto umano, ma simile ad un dio e un robot alto quasi due metri e mezzo (8 piedi) costruito in uno strano metallo verde. Il visitatore riesce a dire unicamente "Io sono Klaatu e questo è Gnut" prima che un fanatico gli spari uccidendolo. Klaatu viene quindi seppellito nelle vicinanze. Nei giorni che seguono, Gnut rimane impassibile, mentre vengono allestiti laboratori e un museo intorno a lui e l'astronave. Entrambi si rivelano particolarmente difficili da analizzare e studiare da parte degli scienziati.
Sutherland scopre che il robot entra nella navicella ogni notte, quando è sicuro che nessuno possa vederlo, per poi riemergere e riassumere la medesima posizione che ha durante il giorno. Gnut si accorge di essere spiato dal reporter, ma lo ignora. Dopo alcuni strani incontri, Sutherland informa il mondo di quello che ha scoperto. L'esercito cerca quindi di racchiudere Gnut nel "glasstex", forzando finalmente la reazione dell'enorme robot. Gnut si libera e senza che niente riesca a fermarlo, rapisce Sutherland, portandolo con sé fino al mausoleo in cui è contenuto il corpo di Klaatu. Il robot apre la tomba e recupera una registrazione della voce di Klaatu che era stata seppellita insieme al suo corpo, quindi torna alla nave e vi entra.
Coraggiosamente, Sutherland riesce a entrare nella navicella prima che l'entrata si chiuda e a bordo scopre che il robot sta lavorando per creare una copia di Klaatu partendo dalla registrazione di quando questi si è presentato ai terrestri. Il nuovo Klaatu però è difettoso perché la registrazione è imperfetta e muore poco dopo aver parlato con il reporter. Sutherland allora suggerisce di recuperare il dispositivo originale con cui era stata effettuata la registrazione, così che studiandolo si possa scoprire come compensare le sue imperfezioni. Gnut accetta con entusiasmo l'idea. Sutherland quindi fa in modo che il dispositivo gli venga consegnato; più tardi, quando intuisce che il robot è prossimo alla partenza, Sutherland cerca di convincere il robot a riferire al suo padrone Klaatu che la sua morte è stata un incidente, portando ad un finale inaspettato. Gnut infatti replica: "Hai capito male. Il padrone sono io."

## Storia editoriale
Il racconto è stato pubblicato in italiano anche con i titoli Uomo di carne... uomo d'acciaio...', Klaatu, Klaatu. Prologo a un'invasione, Ultimatum alla Terra.

## Altre opere
Il romanzo è servita da base per la creazione del celebre  film del 1951 Ultimatum alla Terra e, nel 2008, se suo remake omonimo.
Nel 1973 la storia è stata inoltre adattata dalla Marvel Comics per la sua serie World Unknown, con la benedizione dello stesso Bates.